# Weißbinden-Nelkeneule
Die Weißbinden-Nelkeneule (Hadena compta), gelegentlich auch nur als Nelkeneule bezeichnet, ist ein Schmetterling (Nachtfalter) aus der Familie der Eulenfalter (Noctuidae).

## Merkmale
Die Flügelspannweite der Falter beträgt 21 bis 29 Millimeter. Die Farbe der Vorderflügel variiert von braungrau bis zu schwarzgrau. Bei der Nominatform Hadena compta compta sind Nieren- und Ringmakel  auffällig weiß oder elfenbeinfarbig und verschmelzen meist mit dem darunter liegenden Feld zu einer weißlichen Binde bis zum Innenrand. Bei der Form defasciata Hannem. fehlt die weiße Mittelbinde, die Farbvariation f.viscariae Gn. zeigt eine gelbliche oder bräunliche Mittelbinde.  Falter, die weniger ausgeprägt und blasser gezeichnet sind, wie sie im europäischen Teil Russlands vorkommen, zählen zur Unterart Hadena compta armeriae (Guenée, 1852). Die Hinterflügel sind einfarbig graubraun, nach außen hin etwas dunkler.
Die Raupen zeigen eine rötlichbraune Grundfarbe mit einer verdunkelten Rückenlinie sowie gelbgrauen Seitenstreifen. Die Puppe ist rotbraun und hat eine markant abstehende, am Ende keulenartig verwachsene Rüsselscheide.

### Ähnliche Arten
Ähnlichkeiten bestehen zur Marmorierten-Nelkeneule (Hadena confusa), die jedoch eine größere Flügelspannweite (27 bis 35 Millimeter) aufweist, einen deutlichen weißen Fleck am Apex der Vorderflügel besitzt und deren weiße Binde meist unterbrochen ist. Ebenfalls ähnlich sind Hadena adriana (Schawerda, 1921) und Hadena gueneei (Staudinger, 1901). Diese beiden Arten sind aber deutlich größer und haben rundere, blassgrau gefärbte Vorderflügel sowie meist hellere Hinterflügel.

## Geographische Verbreitung und Lebensraum
Die Art ist in Europa weit verbreitet. In den Alpen steigt sie bis auf über 2000 Meter Höhe. Die weitere Gesamtverbreitung umfasst Nordafrika, Russland sowie Vorder- und Ostasien bis Japan. Die Weißbinden-Nelkeneule kommt in trockenen Gebieten vor. Sie ist in Felsfluren, Kalkmagerrasenregionen, Bahndämmen, Friedhöfen, Parklandschaften und Gärten heimisch. Durch die Anpassung an Gärten hat sie sich einen Vorteil gegenüber  ähnlichen Arten verschafft.

## Lebensweise
Die Falter sind überwiegend dämmerungs- und nachtaktiv, saugen aber auch am Tage oder in der Dämmerung an verschiedenen Blüten, beispielsweise an Seifenkraut (Saponaria), Bartnelke (Dianthus barbatus) oder Schmetterlingsflieder (Buddleja davidii). Außerdem besuchen sie künstliche Lichtquellen, gelegentlich Köder, und fliegen von Mai bis Juli in einer Generation. Vereinzelt wurde auch eine unvollständige zweite Generation im August und September beobachtet. Die Raupen leben überwiegend von Juli bis September. Sie ernähren sich von den Samenkapseln verschiedener Nelken und Leimkraut-Arten, beispielsweise von Karthäusernelke (Dianthus carthusianorum), Bartnelke (Dianthus barbatus), Gartennelke (Dianthus caryophyllus), Nickendem Leimkraut (Silene nutans) oder Taubenkropf (Silene vulgaris). Die Art überwintert als Puppe und zwar überwiegend in den ausgehöhlten Samenkapseln der Futterpflanzen.

## Gefährdung
Die Weißbinden-Nelkeneule ist in Deutschland weit verbreitet, stellenweise nicht selten und kann sogar an Garten-Nelken schädlich werden. Auf der Roten Liste gefährdeter Arten wird sie als nicht gefährdet eingestuft.